# Pratapgarh (Rajasthan)
Pratapgarh (Hindi: प्रतापगढ़ Pratāpgaṛh; früher Partabgarh) ist eine Stadt mit ca. 45.000 Einwohnern im indischen Bundesstaat Rajasthan in einer überwiegend ländlich geprägten Gegend mit einem hohen Anteil von Stammesbevölkerung. Pratapgarh ist die Hauptstadt des gleichnamigen Distrikts. Von 1689 bis 1956 war sie das Zentrum des Fürstenstaates Pratapgarh.

## Lage
Pratapgarh liegt im Südosten Rajasthans nahe der Grenze zum Bundesstaat Madhya Pradesh am östlichen Rand des Aravalligebirges in einer Höhe von knapp 500 m ü. d. M. Die Großstadt Chittorgarh befindet sich ca. 110 km (Fahrtstrecke) nördlich; Udaipur liegt ca. 175 km nordwestlich. Das Klima ist warm bis gemäßigt; Regen fällt eigentlich nur während der sommerlichen Monsunmonate.

## Bevölkerung
Offizielle Bevölkerungsstatistiken werden erst seit 1991 geführt und veröffentlicht. Der starke Anstieg der städtischen Bevölkerungszahlen beruht im Wesentlichen auf der Zuwanderung von Familien aus dem Umland.
| Jahr      | 1991   | 2001   | 2011   |
| Einwohner | 29.443 | 35.422 | 42.079 |

Etwa 71 % der Einwohner sind Hindus, knapp 18 % sind Moslems und knapp 11 % sind  Jains; andere Religionen spielen unter der Landbevölkerung weiter Teile Indiens keine Rolle. Man spricht zumeist Rajasthani und Hindi. Wie im Norden Indiens üblich, ist der männliche Bevölkerungsanteil um ca. 5 % höher als der weibliche; die Alphabetisierungsrate liegt bei knapp 86 % und gehört damit zu den höchsten in ganz Indien.

## Wirtschaft
Die im Umland betriebene Landwirtschaft bildet noch immer die Lebensgrundlage der Bevölkerung; in der Stadt selbst haben sich Händler, Tagelöhner und alle Arten von Dienstleistern angesiedelt.

## Geschichte
Die Stadt entstand letztlich als Folge eines Bruderzwists der Maharajas von Chittorgarh im 15. Jahrhundert: Die erste Hauptstadt war Devgarh im Aravalligebirge, erst im Jahr 1698 wurde Pratapgarh gegründet. Von 1425 bis 1949 war sie die Hauptstadt eines Fürstenstaates, der auch von den Briten anerkannt wurde und große innenpolitische Befugnisse beibehielt. Nach der Unabhängigkeit ging er jedoch in der Indischen Union auf.

## Sehenswürdigkeiten
- Mehrere historische Stadttore markieren die Grenze zur Altstadt, deren enge Gassen einen Besuch lohnen.

Umgebung
- Ca. 18 km südlich beim Dorf Arnaud befindet sich der für die Region bedeutsame  Gautameshwar-Tempel.
- Im 13 km entfernten Ort Devgarh oder Devliya befindet sich der alte Fürstenpalast.
- Ca. 50 km östlich von Pratapgarh liegt die Stadt Mandsaur mit einem wichtigen Shiva-Heiligtum.

## Sonstiges
Jeden Sonntag findet in der Stadt ein Markt statt, auf dem die Stammesbewohner der umliegenden Dörfer ihre Waren (darunter auch Schmuck etc.) verkaufen.